# Day-Glo - Based On A True Story
Day-Glo (Based on a True Story) es el vigésimo álbum de estudio del dúo británico de synthpop Erasure El álbum fue realizado el 12 de agosto de 2022 y se lanzó en CD, en formato vinilo y en plataformas digitales. Está basado en los sonidos generados para la grabación del álbum The Neon, Vince Clarke las  retrabajó creando nuevas canciones y usando la voz de su compañero Andy Bell como un instrumento más. A su vez, Andy le puso nuevas voces en algunos temas, bajo la supervisión del productor y frecuente colaborador de Erasure, Gareth Jones. Este álbum le da un cierre a la era The Neon que fue concebido antes de la pandemia y tuvo múltiples lanzamientos durante la cuarentena y con posterioridad como un álbum de remezclas, un EP y sus respectivas
remezclas.
El álbum obtuvo muy buenas críticas, en las que se le valora el riesgo tomado al hacer un álbum experimental, inmediatamente después de su álbum más exitoso de los últimos años.

## Lista de temas
Edición en CD, Disco de vinilo e Internet
| Day-Glo (Based on a True Story) |                            |          |  |
| N.º                             | Título                     | Duración |  |
| 1.                              | «Based on a True Story»    | 3ː11     |  |
| 2.                              | «Bop Beat»                 | 3ː11     |  |
| 3.                              | «Pin-Prick»                | 3ː03     |  |
| 4.                              | «The Conman»               | 3ː15     |  |
| 5.                              | «Now»                      | 3ː19     |  |
| 6.                              | «Inside Out»               | 3ː45     |  |
| 7.                              | «Harbour of My Heart»      | 3ː24     |  |
| 8.                              | «3 Strikes and You’re Out» | 3ː05     |  |
| 9.                              | «The Shape of Things»      | 3ː13     |  |
| 10.                             | «The End»                  | 3ː13     |  |

## Créditos
Todos los temas fueron escritos por Andy Bell y Vince Clarke

Producido por Erasure.

Producción vocalː Gareth Jones 

Mezclado por Erasure.

Mezcla adicionalː Gareth Jones en "The Conman" y "Harbour of my Heart".

Masterizado por Matt Colton en Metropolis.

Dirección de arte y diseñoː Paul A. Taylor.

Dirección de fotografía de arteː Anna Bergfors y Edith Bergfors (STudio Bergfors).

Fotografíaː Edith Bergfors para Edithbergfors.com.

Fotografías de Erasureː Phil Sharp para Philsharp-photocom.

## Posición en los rankings
Day-Glo (Based on a True Story) alcanzó el puesto 29 del ranking británico, el puesto n̪úmero 4 en Escocia, número 13 en Alemania y 100 en Suiza.